# Andreas Resch (Theologe)

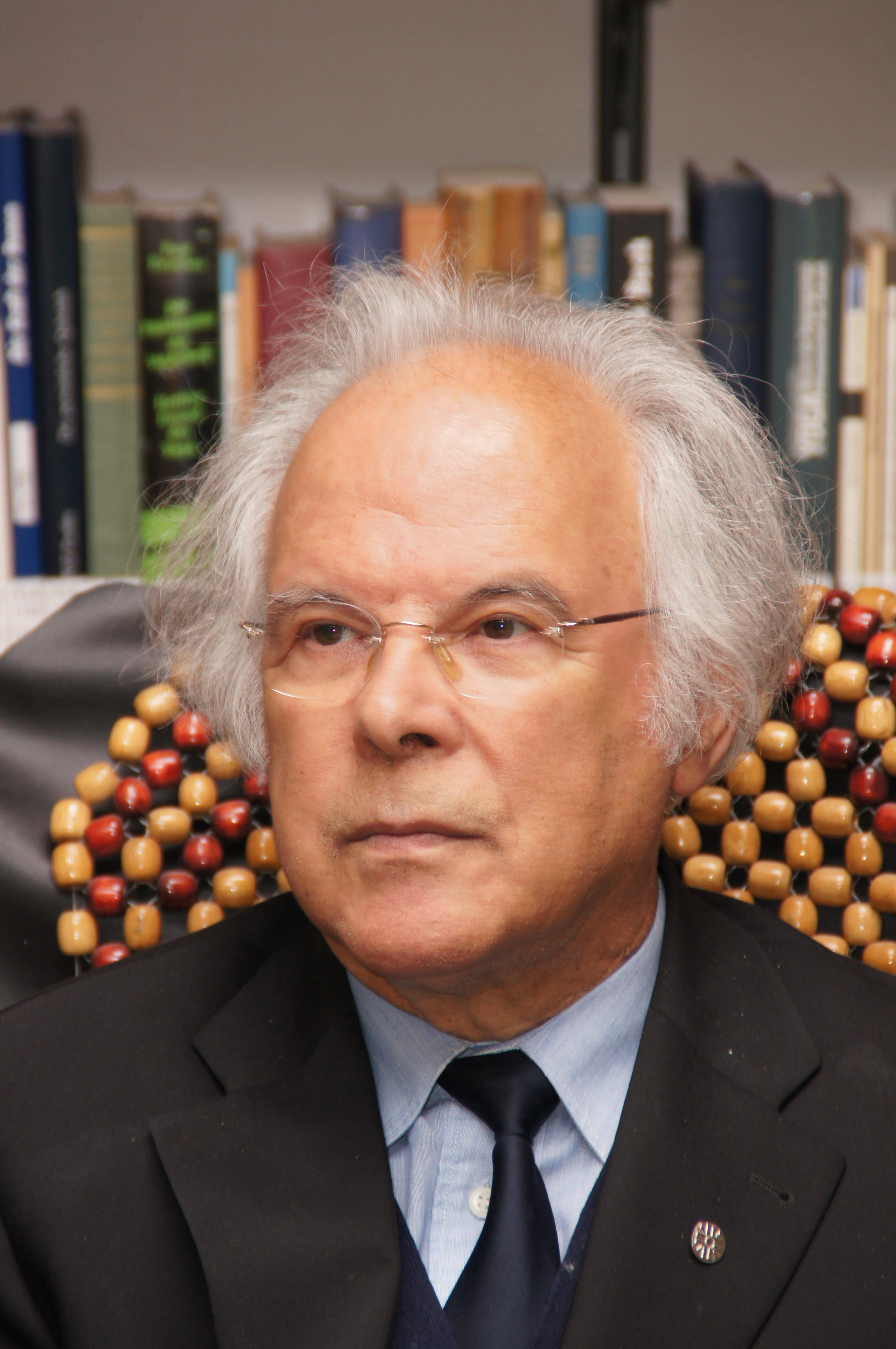
Andreas Resch, Sommer 2012

Andreas Resch C.Ss.R (* 29. Oktober 1934 in Steinegg, Südtirol) ist ein italienischer Ordenspriester, Theologe, Psychologe und Parawissenschaftler aus Südtirol. Er ist Professor für Klinische Psychologie und Paranormologie.

## Leben und Wirken
Resch trat 1955 in den Redemptoristenorden ein. Von 1956 bis 1962 studierte er katholische Theologie. 1961 empfing er die Priesterweihe. 1963 wurde er an der Universität Graz zum Dr. theol. promoviert. Ein weiteres Studium der Psychologie an den Universitäten Freiburg im Breisgau und Innsbruck schloss er 1967 mit der Promotion zum Dr. phil. ab.
Nach der psychoanalytischen und verhaltenstherapeutischen Ausbildung in Innsbruck, München und London folgten Jahre der psychotherapeutischen Praxis. Von 1969 bis 2000 war er Professor an der Accademia Alfonsiana der Päpstlichen Lateranuniversität/Päpstliche Universität Gregoriana in Rom mit Vorlesungen über klinische Psychologie und Paranormologie (von Resch eingeführter Begriff zur Bezeichnung des Gesamtgebietes des Außergewöhnlichen). Er hielt zahlreiche Gastvorlesungen in den USA, Japan und Australien.
Im Jahr 1974 gründete er den Resch-Verlag und ist seit 1980 Direktor des von ihm in Innsbruck gegründeten Instituts für Grenzgebiete der Wissenschaft (IGW). Daneben ist er Initiator der Imago-Mundi-Kongresse und Herausgeber mehrerer Zeitschriften und Buchreihen wie der interdisziplinären Quartalschrift Ethica. Resch bekam den Tiroler Adler-Orden in Gold und die Ehrenbürgerschaft von Karneid in Südtirol verliehen.
Andreas Resch ist seit 1965 Mitglied der katholischen Studentenverbindung KÖHV Leopoldina Innsbruck im ÖCV.

## Lehre
Resch führte 1998 und 2005 Untersuchungen zu den behaupteten Marienerscheinungen von Međugorje durch. Er gelangte zu der Auffassung, die Wissenschaft könne weder bestätigen noch verneinen, dass den Sehern die Mutter Gottes erschienen sei. Resch geht aber davon aus, dass die Beteiligten auch nach 17 Jahren physisch und psychisch gesund seien, dass sie ein tiefgreifendes Erlebnis hatten, welches bis heute nachwirke und allein aus ihrer Lebensgeschichte heraus nicht zu erklären sei. Die Inhalte ihrer Aussagen enthielten keine nennenswerten Widersprüche und seien auch theologisch nicht zu beanstanden. Für die Beteiligten selbst seien die gemachten Erfahrungen ein heiliges Gut, zu dem sie nach wie vor stünden. Die katholische Kirche erkennt die Echtheit der angeblichen Erscheinungen nicht an und verbietet Gläubigen und Geistlichen, an Veranstaltungen, Konferenzen oder Feiern teilzunehmen, bei denen von einem übernatürlich-göttlichen Ursprung der behaupteten Erscheinungen von Međugorje ausgegangen wird.

## Rezeption
Die Rechtsmedizinerin Irmgard Oepen setzte sich kritisch mit den Publikationen von Resch und seiner Funktion als Generalsekretär der Organisation Imago Mundi sowie mit den dort eingeladenen Vortragenden auseinander. Die von ihm 1981 herausgegebene Schrift Fortleben nach dem Tode ist von ihm mit christlicher Mystik durchsetzt worden und wurde von Kircheninstanzen toleriert und favorisiert.

## Schriften
- Der Traum im Heilsplan Gottes. 1963.
- Depression: Ursachen, Formen, Therapie. 1976,  ISBN 3-85382-001-8.
- Gerda Walther: Ihr Leben und Werk. 1983, ISBN 3-85382-024-7.
- Impulse aus Wissenschaft und Forschung. Jahrbuch 1986–1993, ISBN 3-85382-039-5.
- mit G. Gagliardi: I Veggenti di Medjugorje. Ricerca psicofisiologica 1998. 2000, ISBN 3-85382-069-7.
- Fortleben nach dem Tode. 1981; Neuauflage 2004, ISBN 3-85382-074-3.
- Das Antlitz Christi. 2005, ISBN 3-85382-077-8.
- Die Seher von Medjugorie. 2005, ISBN 3-85382-078-6.
- Die Seligen Johannes Pauls II. 1991–1995. 2008.
- Die Seele. Innsbruck, Grenzgebiete der Wissenschaft 62 (2013) 2, 99–128 (PDF 474 kB; 24 Seiten auf imagomundi.biz)